# 大連銀行

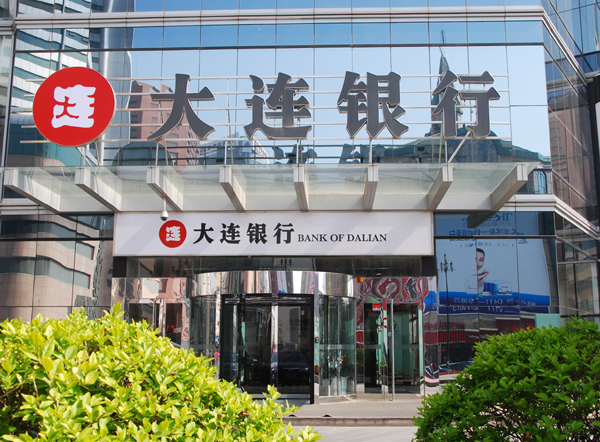
大連銀行・本店（天安国際大廈）

大連銀行（だいれんぎんこう、中国語簡体字: 大连银行、英語：Dalian Bank）は中国遼寧省大連市に本拠がある銀行。1998年にそれまでの信用合作社が母体となって大連市商業銀行として発足し、大連市内にのみ支店を展開してきたが、2007年から大連銀行と名称を変え、天津支社・北京支社を開設するなど、全国の主要都市にも支社を構える銀行としての一歩を踏み出している。

## 概要
大連銀行は中国遼寧省大連市の中心部、青泥窪橋に本拠がある銀行で、1998年3月にそれまでの信用合作社が母体となって大連市商業銀行として発足し、大連市内にのみ支店を展開してきた。大連広域市内に最も多くの支店を展開する銀行である。支店が多いだけでなく、市内交通機関の支払い用「明珠ICカード」も一手に引き受けていて、市民によく親しまれている
2007年2月に大連銀行と名称を変え、天津支社を開設し、2008年7月には北京支社も開設するなど、全国の主要都市にも支社を構える銀行としての一歩を踏み出している。また、同年、カナダのノバスコシア銀行が20パーセントの株式を取得している。
本社は大連市中山区の青泥窪橋にあり、18の管理部門をかかえ、各地に1支社（天津市）、97支店があり、従業員は約1800人である。（2007年12月現在）　総資産額は765億元、預金総額は677億元、貸出総額は383億元、資本充足率は10.13パーセント、カバー率101パーセントであった。（2007年12月末現在）　

## 参考
1. ↑   大連銀行がカナダの銀行に株式20％を売却
2. ↑  大連銀行（百度百科） （中国語）